# Tunnug 1
Tunnug 1 est un kourgane scythe situé dans la république de Touva, dans l'Altaï, en Sibérie.

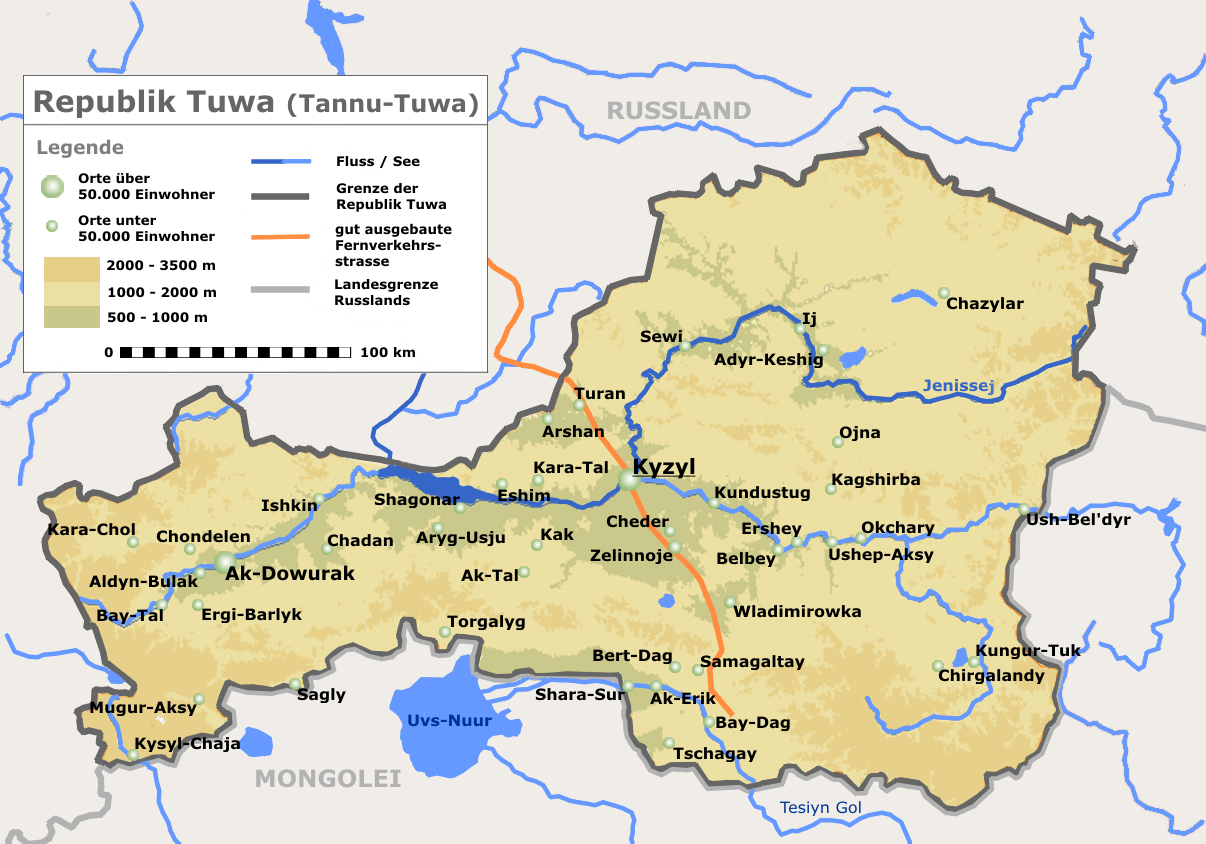
Carte du Touva

## Historique
Le site a été repéré en 2013 sur des images satellites, et les premières investigations de terrain ont été effectuées à l’été 2017.

## Situation
Le site se trouve dans la vallée de la rivière Ujuk, au milieu d'un immense marécage difficile d'accès, non loin des kourganes d'Arjan1 à 5.

## Description
Tunnug 1 est un kourgane de 140 mètres de diamètre.

## Datation
Tunnug 1 est daté du IXe siècle av. J.-C. par datation par le carbone 14, ce qui en fait le plus vieux tombeau scythe connu à ce jour.

## Autres sites
D'autres tumulus scythes ont été découverts dans l'Altaï :
- Arjan 1 : VIIIe siècle av. J.-C.
- Arjan 2 : VIe siècle av. J.-C.
- Oukok : rattaché à la culture de Pazyryk

...et au Kazakhstan oriental :
- Monts Tarbagatai : VIIIe siècle av. J.-C.